# Gare de Xermaménil - Lamath
Gare de Xermaménil - Lamath vasútállomás Franciaországban, Lamath településen.

## Vasútvonalak
Az állomást az alábbi vasútvonalak érintik:
- Mont-sur-Meurthe-Bruyères-vasútvonal

## Kapcsolódó állomások
A vasútállomáshoz az alábbi állomások vannak a legközelebb: